# Mark Mazower
Mark Mazower (Londen, 1958) is een Brits historicus en schrijver. Hij is gespecialiseerd in Griekenland, de Balkan, Europa in de 20e eeuw en internationale geschiedenis. Hij doceert aan Columbia University te New York.

## Biografie
Mazower werd geboren in Londen. Hij behaalde achtereenvolgens zijn BA(Bachelor of Arts) geschiedenis en filosofie in 1981 en zijn doctoraat in 1988 in Oxford. In 1983 behaalde hij een MA Internationale Betrekkingen aan de Johns Hopkins University. Hij gaf les aan de Londense universiteit Birkbeck, de universiteit van Sussex, Princeton en de universiteit van Columbia.
Sinds 2002 schrijft Mazower voor verschillende kranten. Hij schrijft artikels en commentaren over internationale betrekkingen en boekrecensies voor The Financial Times, The Independent, The Guardian, London review of Books, The Nation en The New Republic.
Hij is lid van de adviesraad van de European Association of History Educators.
Hij won de Wolfson Historyprijs, de Longman History Today award, de Runcimanprijs en de Duff Cooperprijs en was genomineerd voor de Hessell-Tiltmanprijs. Op 4 mei 2019 werd hij gepromoveerd tot doctor honoris causa aan de KU Leuven.

## Werken
- Greece and the Inter-War Economic Crisis, Clarendon Press, 1991 (first published 1969)
- Inside Hitler's Greece: The Experience of Occupation. Yale UP, 1993
- The Policing of Politics in the Twentieth Century: Historical Perspectives (as editor, Berghahn, 1997)
- Dark continent: Europe's 20th century. Knopf, 1998
- After the War was Over: Reconstructing the Family, Nation and State in Greece, 1943-1960 (as an editor, Princeton UP, 2000)
- The Balkans: A Short History. Weidenfeld and Nicolson, 2000
- Ideologies and National Identities: The Case of Twentieth-Century South-Eastern Europe (as co-editor, Central European University Press, 2003)
- Salonica, City of Ghosts: Christians, Muslims and Jews 1430-1950. Harper Collins, 2004
- Hitler's Empire: Nazi Rule in Occupied Europe. Allen Lane, 2008
- Networks of Power in Modern Greece, (as editor, C Hurst & Co Publishers Ltd, 2008)
- No Enchanted Palace: the End of Empire and the the Ideological Origins of the United Nations. Princeton University Press, 2009
- Governing the world : the history of an idea Penguin Press HC, September 13, 2012

## Interesses
Hij schreef uitgebreid over de geschiedenis van de Balkan en de geschiedenis van Griekenland. Zijn boek The Balkan: A short history, won de Wolfson History prijs en Inside Hitler's Greece: The Experience of Occupation en 1941–44' wonnen beiden de Longman History Today Award voor Boek van het Jaar. Salonica, City of Ghosts: Christians, Muslims and Jews 1430-1950 won de Runciman Prize en Duff Cooper prijs en was geselecteerd om in aanmerking te komen voor de Hessell-Tiltman prijs.
Daarbij komend houdt Mazower zich vooral bezig met Europese geschiedenis uit de 20e eeuw. Zijn boek Dark Continent: Europe's 20th century argumenteerde dat de democratische overwinning in Europa niet onvermijdelijk was maar eerder het resultaat was van geluk en politiek engagement door burgers, onderdanen en leiders.
In zijn boek Hitler's Empire: Nazi Rule in Occupied Europe vergeleek Mazower de bezettingspolitiek van de nazi's in verschillende Europese landen.
Zijn meest recent boek No Enchanted Palace werd in 2009 gepubliceerd. Het boek gaat dieper in op de oorsprong van de Verenigde Naties en zijn strikte banden met kolonialisme en zijn voorgaande organisatie, the League of Nations.
(Mark Mazower. "n.d.". (2013). Geraadpleegd via: http://en.wikipedia.org)